# Трофи д’Ор
Трофи д’Ор (фр. Trophée d'Or Féminin) — женская многодневная шоссейная велогонка, проводившаяся во Франции. Согласно классификации UCI гонка имела категорию 2.2. Гонка была упразднена в 2016 году.

## История
Созданная в 1997 году Реми Пигуа, гонка входила в календарь Международного союза велосипедистов в категории 2.2. Старт и финиш гонки были расположены в Сент-Аман-Монрон в департаменте Шер.
Обычно гонка проводилась незадолго до Гран-при Плуэ.
Организатором гонки является клуб Cher-VTT-Vélo-Passion, президентом которого является Марк Парис. В 2016 году город Сент-Аман-Монрон решил прекратить финансирование мероприятия. Было найдено альтернативное финансирование, но Марк Парис не скрывал, что это решение серьёзно сократило денежный поток мероприятия.
Гонка 2017 года была отменена.

## Призёры
| Год  | Победитель           | Второй               | Третий              |
| ---- | -------------------- | -------------------- | ------------------- |
| 1997 | Жанни Лонго          | Хейди Ван де Вейвер  | Раса Поликевичюте   |
| 1998 | Йоланта Поликевичюте | Раса Поликевичюте    | Жанни Лонго         |
| 1999 | Трейси Годри         | Йоланта Поликевичюте | Элисон Райт         |
| 2000 | Леонтин Ван Морсел   | Северин Дебуи        | Ханка Купфернагель  |
| 2001 | Эдита Пучинскайте    | Юлия Мартисова       | Сара Кэрриган       |
| 2002 | Татьяна Стяжкина     | Эмма Джеймс          | Хейли Резерфорд     |
| 2003 | Оливия Голлан        | Ханка Купфернагель   | Ойнон Вуд           |
| 2004 | Эдита Пучинскайте    | Элисон Райт          | Валентина Полханова |
| 2005 | Жоан Сомарриба       | Эдвиж Питель         | Эдита Пучинскайте   |
| 2006 | Зульфия Забирова     | Татьяна Стяжкина     | Мония Баккаилле     |
| 2007 | Ноэми Кантеле        | Николь Брендли       | Джорджа Бронцини    |
| 2008 | Эмма Юханссон        | Ноэми Кантеле        | Эдвиж Питель        |
| 2009 | Диана Жилюте         | Моника Холлер        | Паскаль Жёлан       |
| 2010 | Эмма Юханссон        | Эдита Пучинскайте    | Элеонора Патуццо    |
| 2011 | Татьяна Антошина     | Шарлотта Беккер      | Аннемик ван Влётен  |
| 2012 | Елена Чеккини        | Анна Ван дер Брегген | Марта Тальяферро    |
| 2013 | Марианна Вос         | Анна Ван дер Брегген | Люсинда Бранд       |
| 2014 | Элиза Лонго Боргини  | Елена Берлато        | Анн-Софи Дёйк       |
| 2015 | Рэйчел Нейлан        | Эдвиж Питель         | Карли Тейлор        |
| 2016 | Элиза Дельзенн       | Клаудиа Лихтенберг   | Дайва Тушлайте      |